# Jesolo
Jesolo is een stad in de Italiaanse regio Veneto en behoort tot de provincie Venetië.
De gemeente Jesolo ligt in het uiterste noorden van de Laguna Veneta bij de monding van de rivieren Piave en Sile. De plaats bestaat uit twee afzonderlijke delen: het oorspronkelijke Jesolo en Lido di Jesolo, de bekende badplaats.
De geschiedenis van Jesolo voert echter ver terug. In de oudheid maakte het huidige territorium van de gemeente deel uit van de Lagune en lagen er enkele eilanden in. De Romeinen stichtten een plaats op het grootste eiland en noemden dit Equilium. Het was de basis voor het Byzantijnse verzet tijdens de invasie van de Longobarden.
De naam van de stad levert nog al eens onduidelijkheden op. Officieel is het Jesolo, maar de stad wordt ook vaak genoemd als Iesolo. Hetzelfde probleem ondervindt de in de Marche gelegen stad Jesi (Iesi).
Vanaf Punta Sabbioni kan men overvaren naar Venetië.

## Jesolo Lido
Het Lido is ontstaan in 1928 als kuuroord van het tuberculose-instituut van Treviso. Inmiddels is het een van de grootste badplaatsen aan de noordelijke Adriatische Zee en kan het zo'n 80.000 gasten herbergen.
Het heeft een 15 kilometer lang zandstrand, en in geval van een onrustige zee heeft het zo'n 200 zwembaden tot zijn beschikking.

## Afbeeldingen

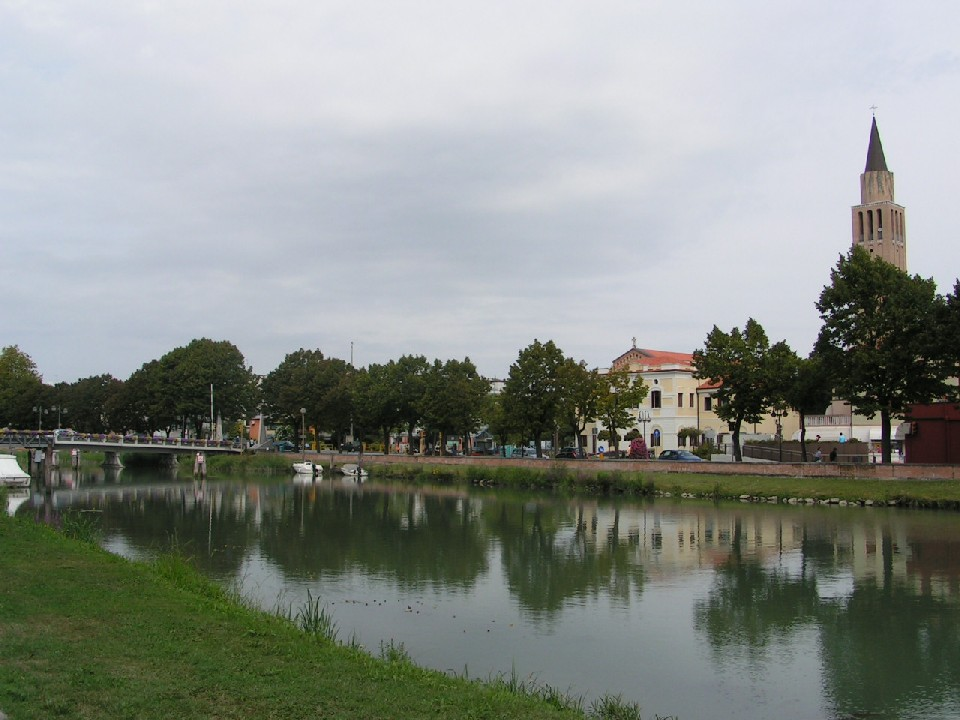
Dorp

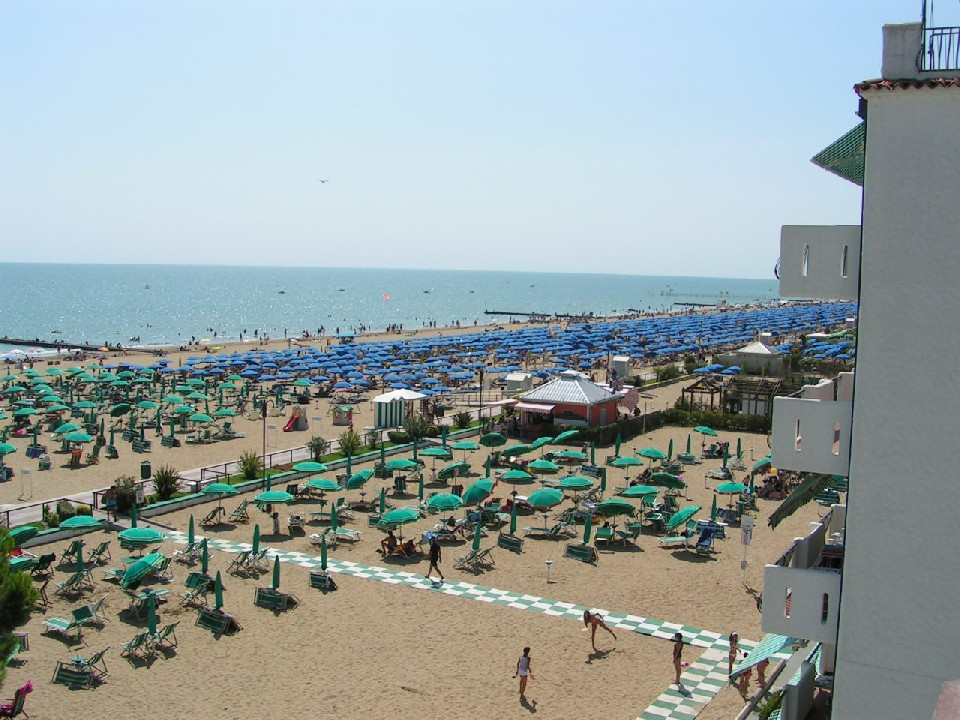
Lido

## Bezienswaardigheden
- Waterpark Aqualandia